# Cytherella eburnea
Cytherella eburnea is een mosselkreeftjessoort uit de familie van de Cytherellidae. De wetenschappelijke naam van de soort is voor het eerst geldig gepubliceerd in 1898 door Brady.